# Manavgat

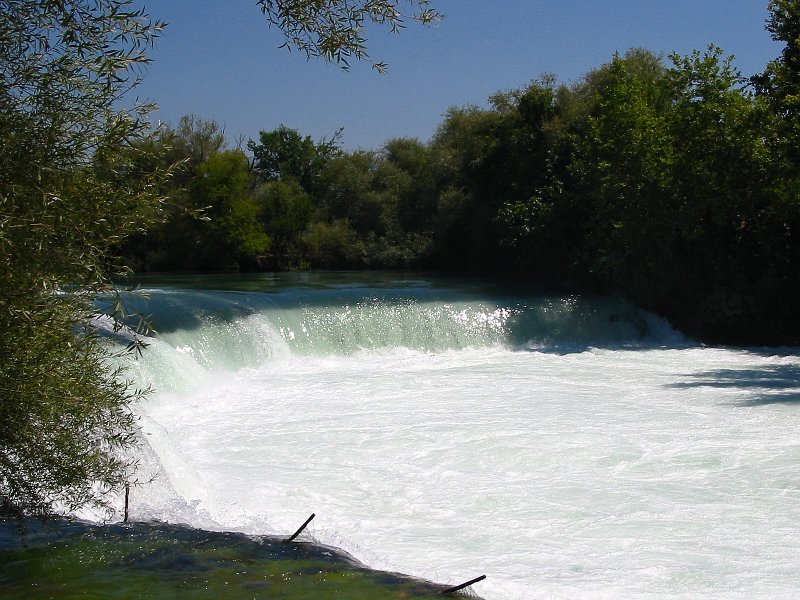
Wodospady na rzece Manavgat

Manavgat – miasto w południowej Turcji w prowincji Antalya, nad Morzem Śródziemnym. Znane z malowniczych wodospadów na rzece Manavgat. Ośrodek turystyczno-wypoczynkowy z kąpieliskiem morskim; port handlowy. Na zachód od miasta znajdują się ruiny starożytnego miasta Side.
Według danych na rok 2000 miasto zamieszkiwało 71 679 osób.